# Aspicarpa harleyi
Aspicarpa harleyi är en tvåhjärtbladig växtart som beskrevs av W.R. Anderson. Aspicarpa harleyi ingår i släktet Aspicarpa och familjen Malpighiaceae. Inga underarter finns listade i Catalogue of Life.